# Filippa Angeldahl
Ingrid Filippa Angeldahl (* 14. Juli 1997 in Uppsala) ist eine schwedische Fußballspielerin. Sie steht derzeit bei Real Madrid unter Vertrag. Mit der Schwedischen Nationalmannschaft gewann sie bei den Olympischen Spielen 2020 die Silbermedaille.

## Karriere

### Vereine
Angeldahl begann ihre Profikarriere in ihrer Heimatstadt Uppsala beim dortigen Zweitligaverein IK Sirius. Beim 3:1 gegen Eskilstuna United im August 2013 erzielte sie ihren erstes Profi-Pflichtspieltor. Für die nächsten zwei Spielzeiten machte sie Station beim AIK Solna, bevor sie 2016 zurück in die zweite schwedische Liga zu Hammarby IF wechselte. In ihrer ersten Saison konnte sie mit der Mannschaft den erneuten Aufstieg in die höchste schwedische Spielklasse die Damallsvenskan erreichen. In der Saison 2017 trug sie maßgeblich dazu bei, mit Hammarby den Klassenerhalt durch einen siebten Platz zu sichern und wurde zur wertvollsten Spielerin der Saison gewählt. Zur folgenden Spielzeit wechselte sie zum amtierenden Meister Linköpings FC. Ihr Debüt in der UEFA Women’s Champions League gab sie für ihren neuen Verein im März 2018 im Viertelfinale gegen Manchester City. Nachdem sie mit Linköping zweimal die Qualifikation für die internationalen Wettbewerbe verpasst hatte, wechselte sie zur Spielzeit 2020 zu Kopparbergs/Göteborg FC und wurde mit dem Verein auf Anhieb schwedischer Meister. Dennoch entschloss sich Kopparsberg/Göteborg FC zunächst, die Mannschaft nach der Saison vom Spielbetrieb abzumelden. Nachdem dieses Szenario durch die Integration in den BK Häcken abgewendet werden konnte, verblieb auch Angeldahl im Kader. 2021 gewann sie mit dem umbenannten Team den Schwedischen Fußballpokal.
Zu Beginn der Saison 2021/22 wechselte sie zum englischen Vizemeister Manchester City und unterschrieb dort einen Zweijahresvertrag, mit der Option auf ein weiteres Jahr. Ihr Debüt für die Skyblues gab sie am 12. September 2021 bei der 1:2-Heimniederlage gegen Tottenham Hotspur, als sie in der 15. Minute für Esme Morgan eingewechselt wurde. Ihr erster Pflichtspieltreffer für ihren neuen Verein gelang ihr im November 2021 in der Ligapokal-Vorrundenpartie gegen den Durham WFC, als sie beim 3:0-Erfolg den Führungstreffer beisteuerte. Im März 2022 konnte sie im gleichen Wettbewerb ihren ersten Titel mit Manchester City feiern, beim 3:1-Erfolg im Finale gegen Chelsea saß Angeldahl allerdings über die gesamte Spieldauer auf der Bank. Dies war teilweise sinnbildlich für die Gesamtsaison, in der sie auf ihrer angestammten Position im zentralen Mittelfeld nicht an Keira Walsh vorbeikam und mehrheitlich als Back-Up oder Einwechselspielerin fungierte. Am Saisonende erreichte sie mit Manchester City durch einen dritten Platz in der Liga die Qualifikation für die UEFA Women’s Champions League 2022/23 sowie das Endspiel um den FA Women’s Cup. Letzteres ging allerdings mit 2:3 n. V. gegen Chelsea verloren, Angeldahl selbst blieb ohne Einsatz. Auch nachdem Walsh den Verein verlassen hatte, besserten sich Angeldahls Einsatzzeiten kaum. In der Saison 2023/24 wurde sie zumeist im linken oder rechten Mittelfeld eingesetzt, war dort jedoch oft nur zweite Wahl hinter Jessica Park und Laura Coombs. Mit der Mannschaft wurde sie erneut Vizemeister, nur das schlechtere Torverhältnis gegenüber Chelsea verhinderte den Titelgewinn.
Nachdem ihr Vertrag in Manchester ausgelaufen war, schloss sich Angeldahl zu Beginn der Spielzeit 2024/25 dem spanischen Vizemeister Real Madrid an. Ihr Debüt für die „Königlichen“ gab sie am 6. September 2024 in der Liga beim 5:0-Auswärtserfolg gegen Espanyol, ihren ersten Pflichtspieltreffer erzielte sie wenige Wochen später am 4. Spieltag gegen UD Tenerife zum 4:1 Endstand.

### Nationalmannschaft
Angeldahl durchlief verschiedene Juniorinnennationalmannschaften. Mit der U-17-Nationalmannschaft erreichte sie das Finale der EM 2013, welches gegen Polen verloren ging. Mit der U-19-Nationalmannschaft erreichte sie bei der EM 2015 erneut das Finale und wurde durch den Finalerfolg gegen Spanien U-19-Europameisterin. Für die U-20 WM 2016 wurde sie ebenfalls nominiert, die schwedische Mannschaft schied allerdings bereits in der Vorrunde aus.
Ihr Debüt für die Schwedische A-Nationalmannschaft feierte sie beim Algarve-Cup 2018, als sie während der Vorrundenpartie gegen Südkorea eingewechselt wurde. Im abschließenden Gruppenspiel gegen Russland gelang ihr auch der erste Treffer im A-Nationaltrikot. Bei dem Turnier erreichte sie mit den Schwedinnen das Finale gegen die Niederlande, welches aber wegen Unbespielbarkeit des Platzes abgesagt werden musste. Der Titel wurde an beide Mannschaften vergeben.
Nachdem sie für die Weltmeisterschaft 2019 nicht berücksichtigt worden war, wurde sie ins schwedische Aufgebot für die Olympischen Spiele 2020 in Tokio berufen. Sie kam in jedem Spiel zum Einsatz, stand im verloren gegangenen Finale gegen Kanada in der Startaufstellung und erreichte schließlich mit den Schwedinnen die Silbermedaille.
Beim Algarve-Cup 2022 kam Angeldahl zu zwei Einsätzen. Im Finale gegen Italien wurde sie in der 87. Minute für Hanna Bennison eingewechselt und konnte im entscheidenden Elfmeterschießen ihren Versuch verwandeln. Die Schwedinnen gewannen schließlich das Endspiel und konnten ihren insgesamt fünften Titel in diesem Wettbewerb feiern.
Bei der Fußball-EM 2022 stand sie bis zum schwedischen Halbfinalausscheiden in jedem Spiel der Startelf, bestritt aber kein Spiel über die volle Distanz, sondern wurde zumeist im Verlauf der zweiten Hälfte ausgewechselt. Im letzten Gruppenspiel gegen Portugal erzielte sie die beiden ersten Treffer der Partie und ebnete damit den Weg zum 5:0-Erfolg ihrer Mannschaft.
In der erfolgreichen Qualifikation für die WM 2023 wurde sie in allen acht Spielen eingesetzt und erzielte vier Tore. Für die WM-Endrunde 2023 wurde sie ebenfalls nominiert und kam in sechs der sieben Spiele ihres Teams zum Einsatz. Nur beim 2:0-Sieg über Argentinien im dritten Gruppenspiel wurde sie wie einige andere Stammspielerinnen geschont. Sie verpasste durch eine 1:2-Niederlage ihrer Mannschaft im Halbfinale gegen die Spanierinnen das Finale. Durch einen 2:0-Sieg im Spiel um Platz 3 über die Nationalmannschaft Australiens gewann sie die Bronzemedaille. Im Viertelfinale erzielte sie beim 2:1-Sieg gegen Ex-Weltmeister Japan per Strafstoß das Tor zum 2:0-Zwischenstand.
Am 11. Juni 2025 wurde sie für die EM-Endrunde nominiert. Sie kam in den vier Spielen ihrer Mannschaft zum Einsatz, erzielte im ersten Spiel gegen Dänemark das Tor des Spiels und schied mit ihr nach einem verlorenen Elfmeterschießen gegen Titelverteidiger England aus. Dabei wurde ihr Elfmeter als erster von der englischen Torhüterin gehalten.

## Sonstiges
Angeldahl ist mit der Spielerberaterin Megan Brakes verlobt. Das Paar wurde im Mai 2024 Eltern einer Tochter, die von Brakes ausgetragen wurde.

## Erfolge
Nationalmannschaft
- Dritter Weltmeisterschaft 2023
- Olympische Silbermedaille 2021
- Algarve-Cup-Sieger 2018 (gemeinsam mit den Niederlanden)[6], 2022
- U19-Europameister 2015
- U-17-Vize-Europameisterin 2013

Linköpings FC
- Most Valuabe Player Damallsvenskan 2017

Kopparbergs/Göteborg FC
- Schwedische Fußballmeisterin 2020

BK Häcken
- Schwedische Pokalsiegerin 2020/21

Manchester City
- Englischer Ligapokal 2021/22